# Karl Michel (Wirtschaftsjurist)
Karl Michel (* 10. Juni 1909 in Altona; † 1. Dezember 1980 in Meerbusch) war ein deutscher Jurist, Autor und Offizier der Wehrmacht, der laut eigener Darstellung als Randfigur in die Vorbereitung des Attentats vom 20. Juli 1944 verwickelt war.

## Leben

### Bis 1939
Karl Michel wurde als Sohn von Karl und seiner Frau Irma Hess, einer Schweizerin, im damals noch selbständigen Städtchen Altona geboren. Über Michels Ausbildung, insbesondere Studienfächer, -orte und -dauer, ist nichts bekannt. Später firmierte er als Jurist und Doktor der Rechte. In der Schweiz trat er 1945 auch als Dr. phil. auf.
Seinen eigenen, nach 1945 den Schweizer Polizeibehörden gegenüber abgegebenen Angaben zufolge war Michel während seiner Studentenzeit als „letzter freigewählter Vorsitzender der deutschen Studentenschaft“ politisch gegen den Nationalsozialistischen Studentenbund aktiv gewesen. Im August 1933 hätte man ihn als Beamter des Reichsarbeitsministeriums zwangsweise in die SS „überführt“, gleichzeitig wäre er NSDAP-Mitglied geworden. Im Juli 1936 hätte man ihn „wegen Opposition“ aus der SS und der NSDAP ausgeschlossen und zeitgleich die Befähigung zum Beamten abgesprochen. Aus Furcht vor einer Verhaftung oder Repressalien durch die SS sei er im März 1935 in die Reichswehr eingetreten.
Diese Selbstangaben halten einer Prüfung nicht stand. Einem selbstverfassten Lebenslauf zufolge, den Michel zur Ehegenehmigung 1934 im SS-Rasse- und Siedlungsamt (RuSHA) einreichte, war er bereits 1929 dem NS-Studentenbund beigetreten, in dessen Reichsleitung er ein Jahr lang als Amtsleiter tätig war. Diesem Lebenslauf zufolge trat er 1931 zunächst der SA bei und war ab Oktober 1931 Mitglied der SS, wo er seinen eigenen Angaben nach im Sicherheitsdienst des Reichsführers SS nachrichtendienstlich tätig war. Bis November 1933 habe er in dieser Tätigkeit „gemeinsam mit der Geheimen Staatspolizei“ Aktionen durchgeführt. Danach sei er beim „Nachrichtensturm“ des SS-Abschnitts III (Berlin) gewesen. Zum 1. November 1931 trat er als Werkstudent der NSDAP bei (Mitgliedsnummer 691.042). Einen Ausschluss aus SS und NSDAP 1936 scheint es nicht gegeben zu haben: Das RuSHA korrespondierte im Januar 1938 mit dem „SS-Hauptscharführer“ Michel. Und ein NSDAP-Fragebogen für Parteimitglieder Stand 1. Juli 1939 weist ihn noch immer als NSDAP-Mitglied aus.

### Zweiter Weltkrieg
Im August 1939 wurde Karl Michel, der ab 1935 seinen Wehrdienst absolviert hatte, wieder einberufen als Leutnant der Nachrichten-Abteilung der 23. Infanterie-Division in Potsdam zugeteilt. Mit dieser Einheit nahm er 1939 am Überfall auf Polen teil. Danach wurde er in den Divisionsstab versetzt, wo er als Ordonnanzoffizier (O3) dem Ic der Division zuarbeitete. Nach eigenen Angaben 1941 zum Oberleutnant d.R. befördert, wurde er beim Angriff auf die Sowjetunion im Februar 1942 verwundet. Nach seiner Genesung kam er als Offizier zum Stab der neu gebildeten Division Großdeutschland.
Im Laufe des Jahres 1942 wurde Michel zur Organisation der aus kriegsgefangenen Sowjetsoldaten und Angehörigen nationaler Minderheiten gebildeten antisowjetischen Freiwilligenverbänden abkommandiert und unterstand dabei zunächst dem Ic-Offizier der Heeresgruppe Don Oberst Wessel Freytag von Loringhoven. Dort war er, zusammen mit einem Trupp des militärischen Nachrichtendienstes, an der Aufstellung eines Freiwilligenverband von 5000 Kalmücken beteiligt. Über Loringhoven kam er im Dezember 1942 auch in dienstlichen Kontakt zu Claus Schenk Graf von Stauffenberg. Dieser soll dafür gesorgt haben, dass Michel Nachrichtenoffizier bei Generalleutnant Heinz Hellmich (1890–1944) wurde, der bis Dezember 1943 „Inspekteur der turkvölkischen Verbände“ beim Oberkommando des Heeres war. Am 1. September 1944 wurde Michel Hauptmann. Seinen eigenen Angaben nach war er bis Kriegsende in der Generalstabs-Abteilung Fremde Heere Ost für die Freiwilligenverbände, insbesondere die Russische Befreiungsarmee, zuständig.

### In der Schweiz 1945–1947
Am 23. April 1945 überschritt Michel illegal die Grenze in die Schweiz, wo er zunächst den Bruder seiner Mutter, den bekannten Spezialarzt für Chirurgie und Orthopädie sowie Oberstleutnant der Schweizer Armee Paul Deus, aufsuchte, aber wenig später festgenommen und im Offizierslager Weesen interniert wurde. In der Schweiz arbeitete Michel dem Schweizer Armeegeheimdienst zu, dem er sein in der Wehrmacht erworbenes Wissen, insbesondere über die Sowjetunion, zur Verfügung stellte. Als ihm wie allen anderen als politisch belastet geltenden deutschen Militärinternierten die Rückführung nach Deutschland drohte, versuchte er diese Tätigkeit als Informant dazu zu benutzen, seine drohende Abschiebung zu verhindern.
Schon bei seiner ersten Vernehmung gab sich Michel als „Tierzüchter“ und „Erdbiologe“ aus, was im Widerspruch zu seinen anderen biografischen Angaben stand. Michel, der Berlin-Nikolassee als Wohnort angab, erklärte, er sei vor 1933 bereits „einige Zeit auf dem Gebiet des Gesundheitswesens tätig“ gewesen. Er behauptete ferner, er habe in den Polen zugesprochenen ostdeutschen Gebieten einen landwirtschaftlichen Besitz besessen, auf dem er „Versuchszuchten“ angelegt habe. Unter Hinweis auf diese angebliche wissenschaftliche Tätigkeit gelang es ihm, sich von der Internierung „beurlauben“ zu lassen und sich in der Schweiz frei zu bewegen. Dazu legte er mehrfach Empfehlungsschreiben Schweizer Wissenschaftler und Firmen vor, die seine „Forschungen“ bestätigten. Die sachliche Richtigkeit dieser Schreiben erscheint fragwürdig. Über fachwissenschaftliche Arbeiten von Michel gibt es weder für die Vorkriegszeit noch die Schweizer Jahre Belege.
In der Schweiz kam Michel auch in Kontakt zu der aus der Oxford-Gruppe hervorgegangenen Bewegung Moral Re-Armament ‚Moralische Aufrüstung‘, einer überkonfessionellen Erweckungsbewegung. Auch diese Verbindung nutzte er dazu, seine Aufenthaltsgenehmigung zu verlängern. Dennoch musste Michel am 8. Oktober 1947 die Schweiz verlassen und reiste zunächst nach Frankfurt am Main in die amerikanische Besatzungszone.

### Verbindung zu Stauffenberg
In den Jahren 1946/47 veröffentlichte Michel drei romanhafte Bücher, die laut Michel auf autobiografischem Erleben beruhten. In Es begann am Don (1946) schildert er die Erlebnisse eines jungen Oberleutnants, dem es gelingt, durch Rekrutierung sowjetischer Kriegsgefangener mit seiner Einheit aus einer russischen Umkesselung zu entkommen. In seinem Buch Ost und West (1947) behauptet Michel, Stauffenberg habe die russischen Freiwilligenverbände als Verbündete angesehen und sie für seine Umsturzpläne einsetzen wollen. Sich selbst bezeichnet er als „Vertrauten von Stauffenberg“ und spricht von seiner „schicksalhaften Verflechtung in die Geschehnisse des 20. Juli“, ohne dass diese „Verflechtung“ aber näher ausgeführt wird. In seinem, ebenfalls angeblich auf „eigenem Miterleben“ basierenden Drama Stauffenberg (1947) behauptet Michel, so die Formulierung eines Kritiker, den „absoluten Antifaschismus der Wehrmacht“.
Carl Zuckmayer ordnete 1946 in einem Bericht Michel dem Kreisauer Kreis zu, wobei er ihn möglicherweise mit dem gleichnamigen Oberstleutnant Karl Michel verwechselte. Die Schweizer Behörden dagegen zweifelten bereits 1947 an, dass Michel mehr als nur dienstlichen Kontakt zu Stauffenberg gehabt habe. Seine Bücher seien diesbezüglich ohne Beweiskraft. Auch zahlreiche Historiker haben schwere Bedenken zu Michels Buch Ost und West geäußert. Hans Rothfels hält Michels Darstellungen in großen Teilen für eine „romantische Erzählung“, der deutsch-amerikanische Historiker Peter Hoffmann für zumindest „phantasievoll“, Alexander Dallin bezeichnet sie als „äußerst unglaubwürdig“, der Schweizer Geschichtswissenschaftler Christian Müller als „wissenschaftlich völlig unbrauchbar“. Und John Wheeler-Bennett wirft Michel „Gefühlsseligkelt und geistiges Halbdunkel“ vor. Für eine tatsächliche Beteiligung Michels am Attentat vom 20. Juli 1944 gibt es keine Belege.

### Ab 1948

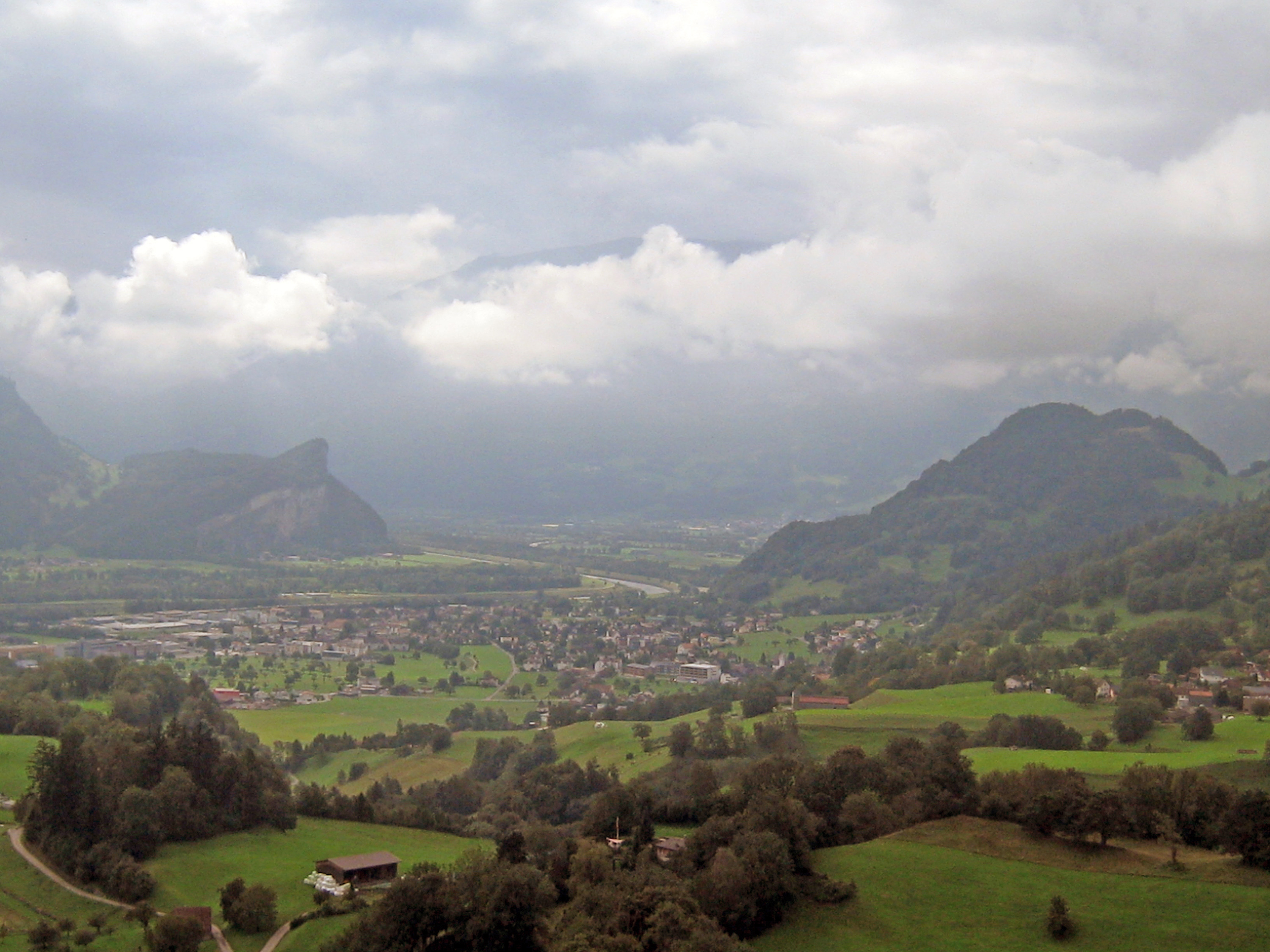
Maziferchopf (rechts)

Über Michels berufliche Tätigkeit in der Nachkriegszeit ist wenig bekannt. 1948 war der als Redakteur bei der Zeitschrift Das Ufer tätige Michel als Chefredakteur der Zeitschrift Abendländische Gespräche vorgesehen. Das Blatt sollte Publikationsorgan der 1945 gegründeten kurzlebigen „Union der Aktiv-Kräfte gegen den Nazismus für ein lebendiges Abendland“ („Occident-Union“) des rechtskonservativen Fabrikanten und ehemaligen Widerstandskämpfers Paul-Joseph Stuermer (1885–?) werden, für die Michel angeblich als „Generalsekretär“ fungierte. Der Plan wurde nicht realisiert. Zeitgleich trat Michel als Befürworter der deutschen Wiederbewaffnung auf.
Den wenigen Quellen zufolge arbeitete Michel danach als Wirtschaftsjurist sowie Syndikus und als „Vermittler“ bei Wirtschaftsgeschäften. Ab 1956 Geschäftsführer des Capitol-Filmtheaters in Heidelberg, war er Mitte der 1950er-Jahre an einem Versuch beteiligt, in Deutschland eine Kette von sogenannten „Truppenkinos“ aufzubauen, die Soldaten Filme mit „wehrkraftfördernder Tendenz“ bieten sollten. Das Unternehmen scheiterte an mangelnder Finanzierung. In den 1970er-Jahren war er im Edelsteinhandel tätig und 1975 kurzzeitig Präsident der Frankfurter Diamantenbörse, einem Pleiteunternehmen. Womit er letztendlich die erheblichen Mittel aufbrachte, mit denen er seinen über die ganze Welt verstreuten Besitz erwarb, darunter den Berg Maziferchopf bei Sargans, bleibt unbekannt.
Michel war mehrfach verheiratet und hatte acht eheliche und außereheliche Kinder. 1973 gelang ihm durch seine vierte Ehe mit Sabine von Radowitz, geb. von und zu Putbus (1919–2009), die Einheirat in den deutschen Hochadel. Die Witwe führte aus mehreren Erwägungen dann doch wieder den Namen ihres dritten Ehemannes von Radowitz.
Michel starb im rheinischen Büderich, einem Stadtteil von Meerbusch, an den Spätfolgen eines Fahrradunfalls, den er sich auf seiner Orangenplantage in Florida zugezogen hatte. Er wurde in Aachen beerdigt.

## Veröffentlichungen
- Es begann am Don. Haupt, Bern 1946.
- Ost und West. Der Ruf Stauffenbergs. Thomas-Verlag, Zürich 1947.
- Stauffenberg. Historisches Drama. Thomas-Verlag, Zürich 1947.